# Draft de la NBA de 2012
El Draft de la NBA de 2012 se celebró el 28 de junio de 2012 en el Prudential Center de la ciudad de Newark (Nueva Jersey). Fue transmitido para Estados Unidos por la cadena especializada ESPN.

## Reglas de elegibilidad
Desde el draft de 2008, los jugadores provenientes de high school no serán elegibles. El acuerdo alcanzado entre la NBA y el Sindicato de Jugadores ha establecido unas normas con respecto a la edad de los jugadores que pueden ser declarados elegibles:
- Todos los jugadores que entren en el draft, sea cual sea su nacionalidad, deben haber nacido antes del 31 de diciembre de 1993, o lo que es lo mismo, deben de tener al menos 19 años en el año en el que discurre el draft.[1]
- De acuerdo con el contrato colectivo de trabajo (CCT), los jugadores estadounidenses deben haber pasado un año tras su graduación en el instituto. El CCT define a un jugador internacional a quien haya residido permanentemente fuera de los Estados Unidos al menos tres años previos al draft del 2012, no se haya graduado del High School ni inscrito en una universidad estadounidense.

## Primera ronda

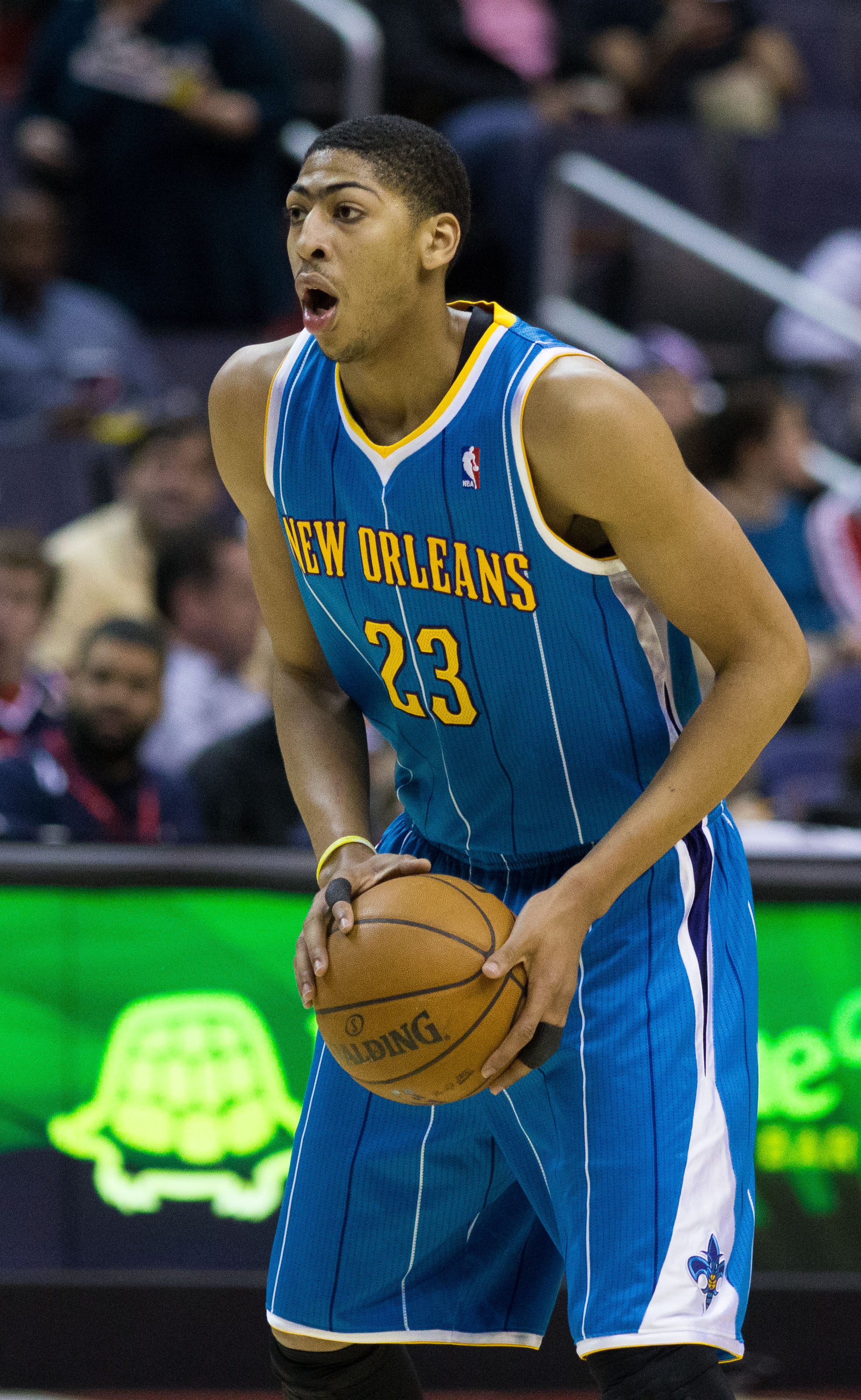
Anthony Davis elegido número uno por New Orleans Hornets.

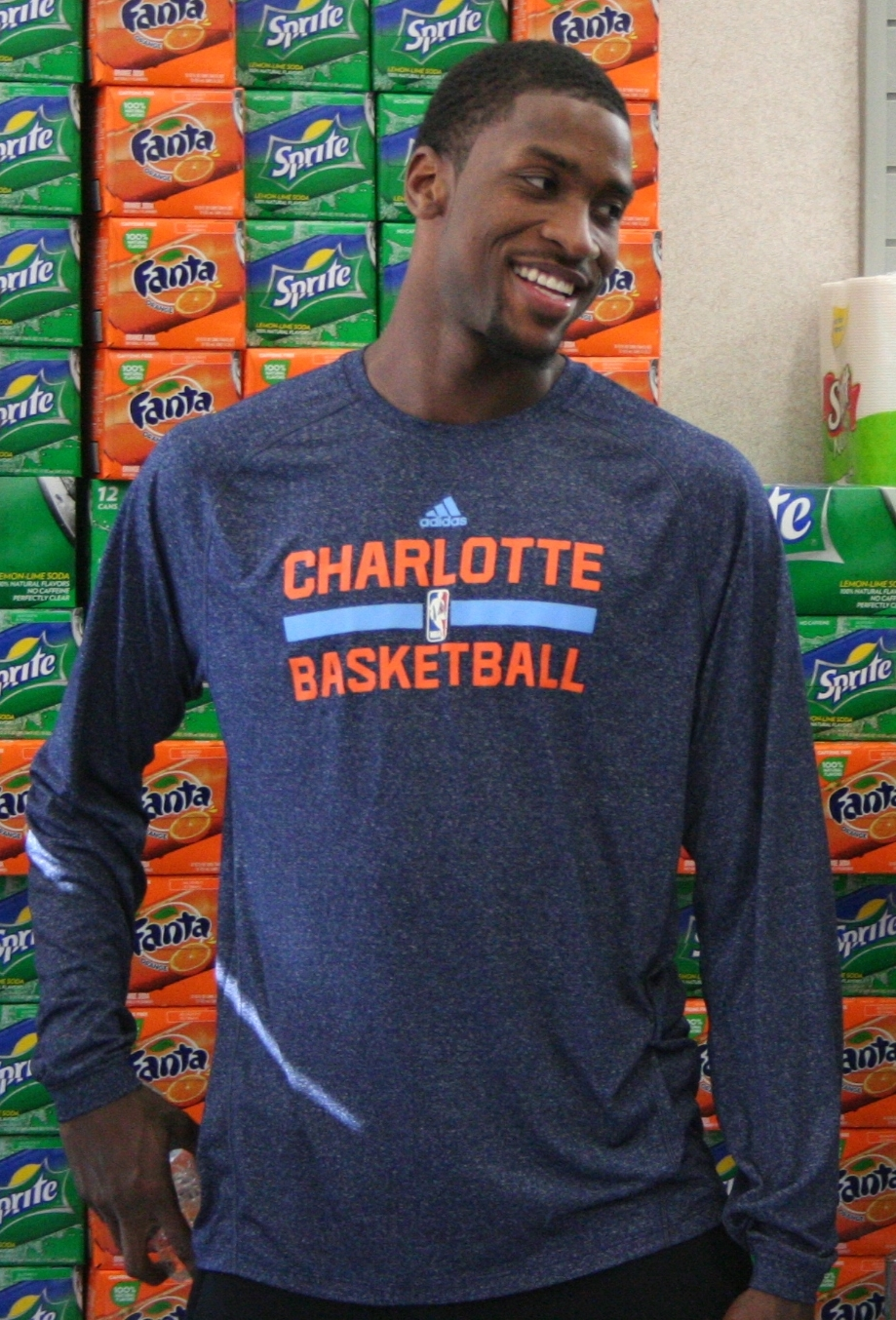
Michael Kidd-Gilchrist elegido en segunda posición por Charlotte Bobcats.

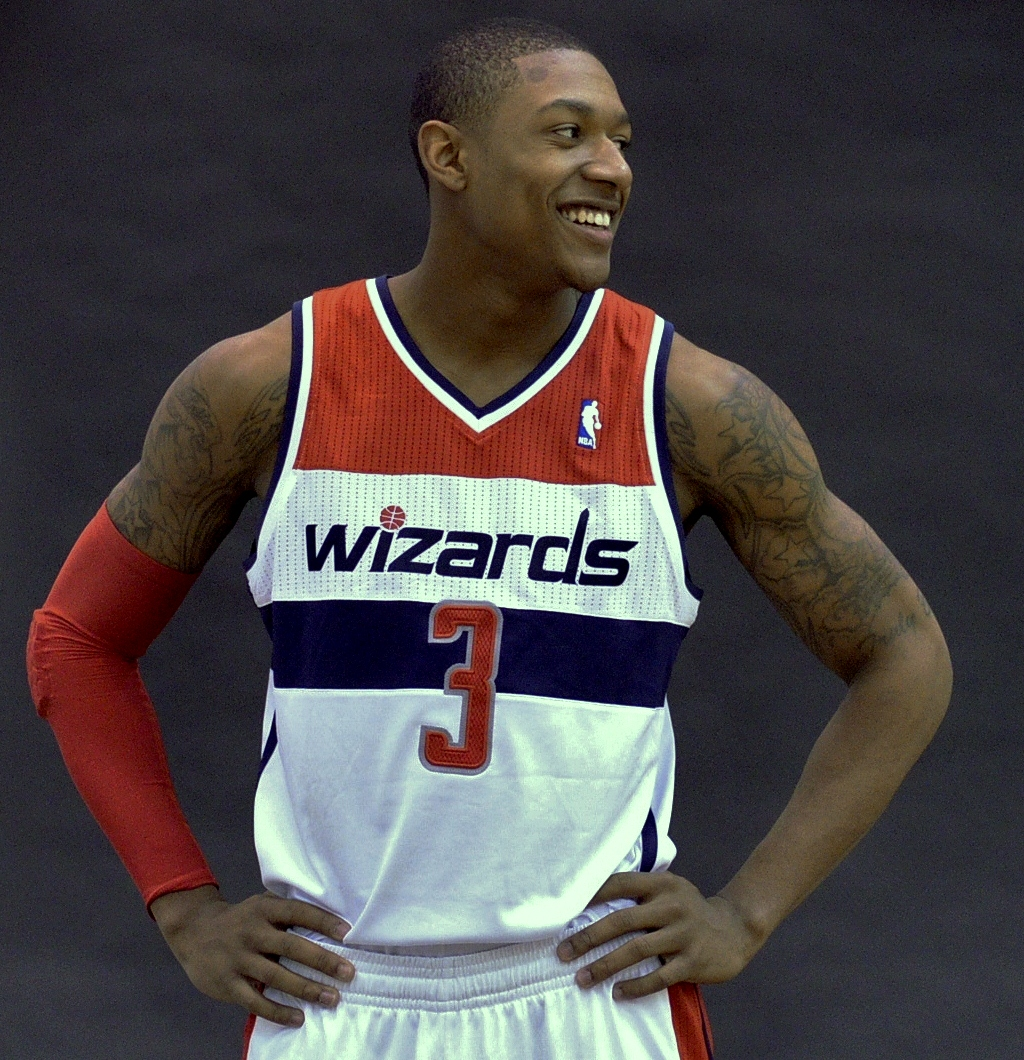
Bradley Beal tercera posición de Washington Wizards.

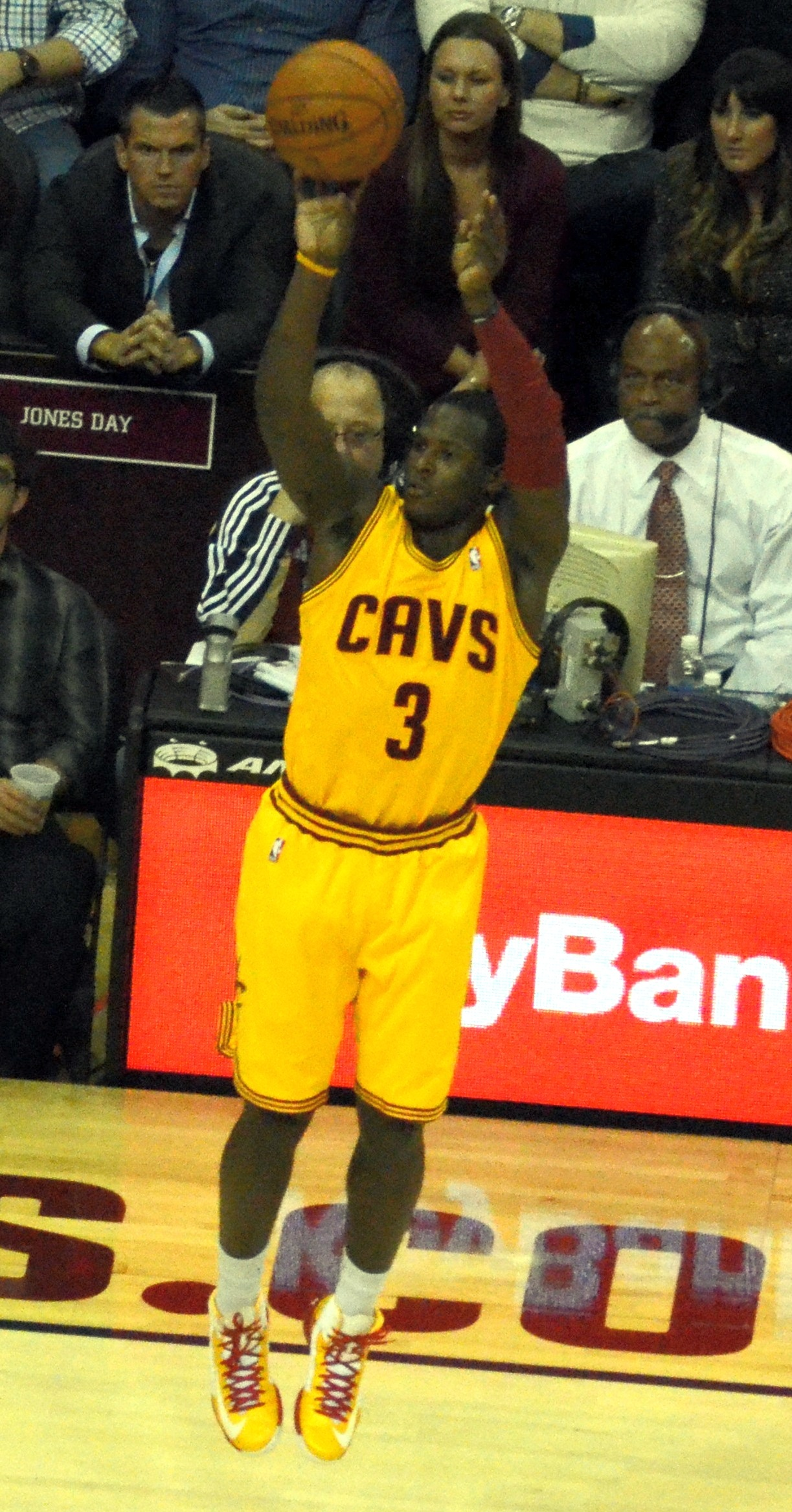
Dion Waiters cuarta elección de Cleveland Cavaliers.

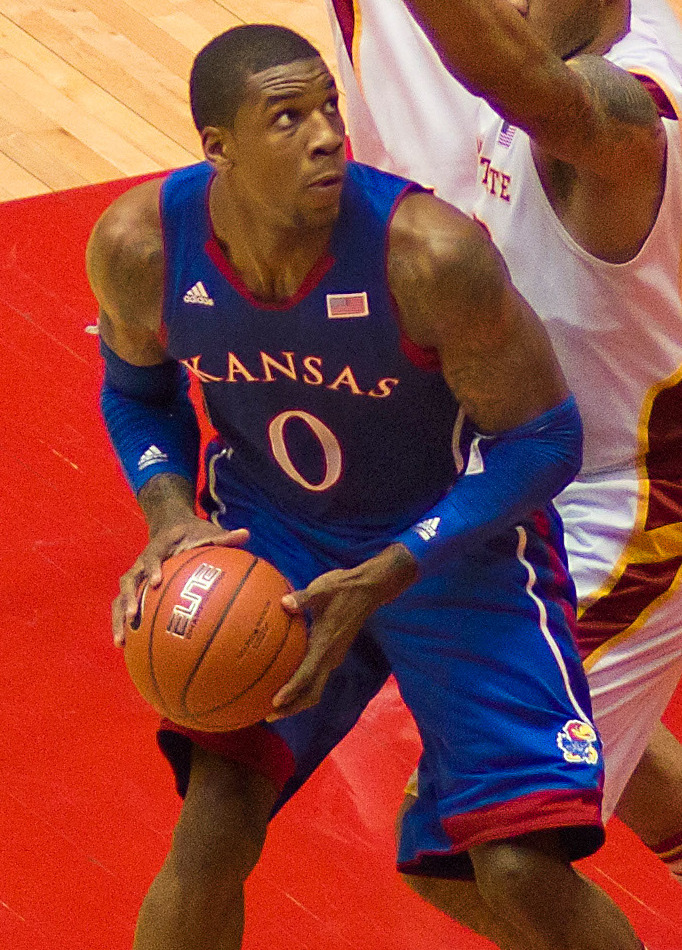
Thomas Robinson fue elegido 5º por Sacramento Kings.

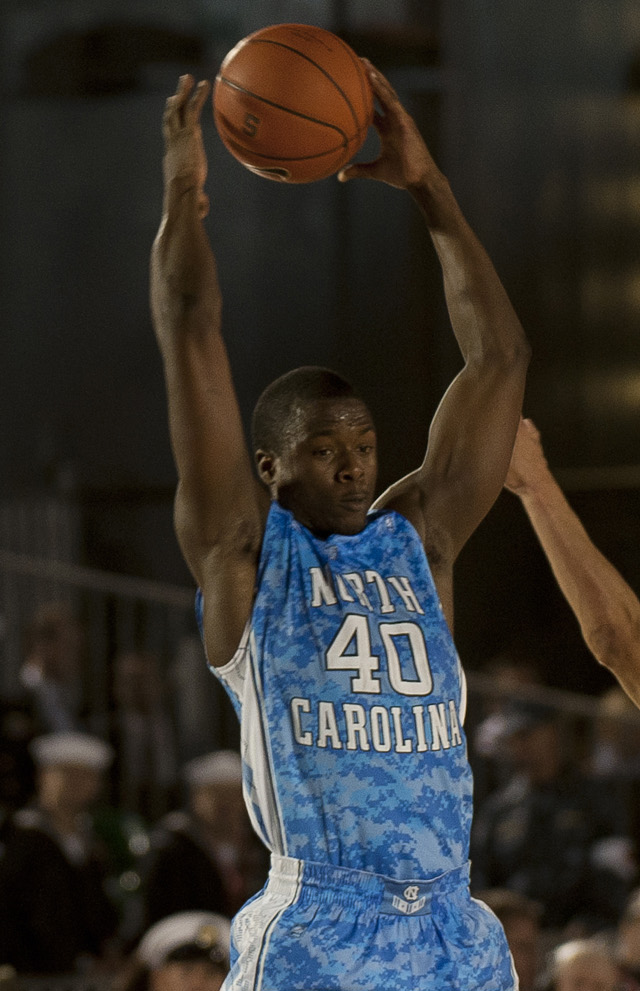
Harrison Barnes séptima elección de Golden State Warriors.

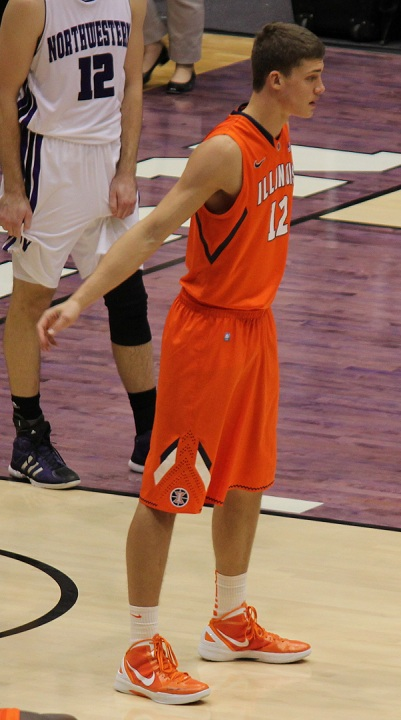
Meyers Leonard undécima elección de Portland Trail Blazers.

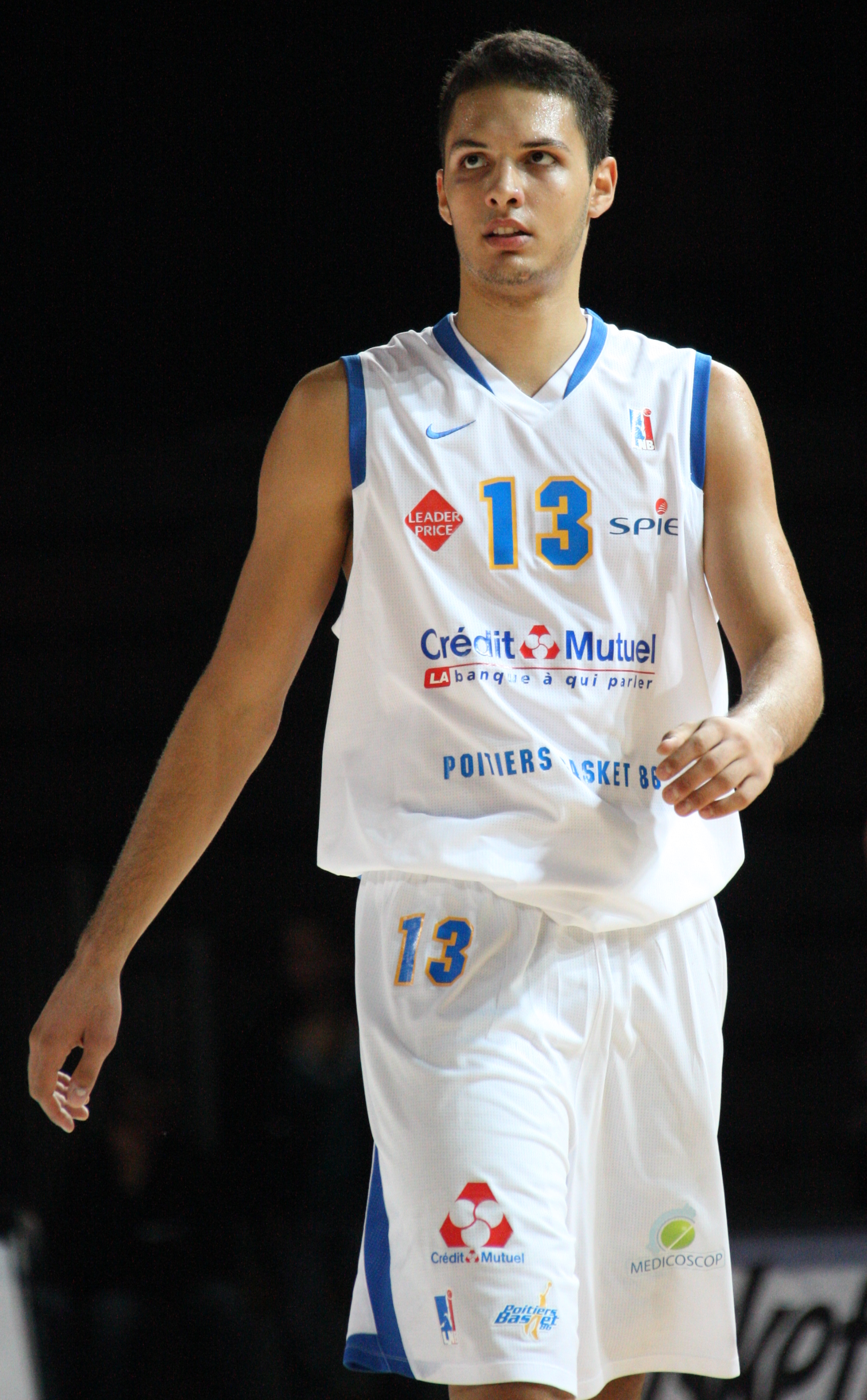
Evan Fournier fue elegido 20º por Denver Nuggets.Fue el primer jugador europeo seleccionado en este draft.

|  | Denota jugador miembro del Basketball Hall of Fame                                                 |
|  | Denota jugador que ha sido seleccionado al menos en un All-Star Game y un Mejor Quinteto de la NBA |
|  | Denota jugador que ha sido seleccionado al menos en un All-Star Game                               |
|  | Denota jugador que ha sido seleccionado al menos en un Mejor Quinteto de la NBA                    |
|  | Denota jugador que nunca ha jugado en la NBA                                                       |
|  | Denota jugador elegido Rookie del Año de la NBA                                                    |

| Pick | Jugador                | Posición  | Nacionalidad   | Equipo                                                  | Universidad/Club        |
| ---- | ---------------------- | --------- | -------------- | ------------------------------------------------------- | ----------------------- |
| 1    | Anthony Davis          | Ala-Pívot | Estados Unidos | New Orleans Hornets                                     | Kentucky                |
| 2    | Michael Kidd-Gilchrist | Alero     | Estados Unidos | Charlotte Bobcats                                       | Kentucky                |
| 3    | Bradley Beal           | Escolta   | Estados Unidos | Washington Wizards                                      | Florida                 |
| 4    | Dion Waiters           | Escolta   | Estados Unidos | Cleveland Cavaliers                                     | Syracuse                |
| 5    | Thomas Robinson        | Ala-Pívot | Estados Unidos | Sacramento Kings                                        | Kansas                  |
| 6    | Damian Lillard         | Base      | Estados Unidos | Portland Trail Blazers (desde Brooklyn)                 | Weber State             |
| 7    | Harrison Barnes        | Alero     | Estados Unidos | Golden State Warriors                                   | North Carolina          |
| 8    | Terrence Ross          | Escolta   | Estados Unidos | Toronto Raptors                                         | Washington              |
| 9    | Andre Drummond         | Ala-Pívot | Estados Unidos | Detroit Pistons                                         | Connecticut             |
| 10   | Austin Rivers          | Base      | Estados Unidos | New Orleans Hornets (desde Minnesota vía L.A. Clippers) | Duke                    |
| 11   | Meyers Leonard         | Pívot     | Estados Unidos | Portland Trail Blazers                                  | Illinois                |
| 12   | Jeremy Lamb            | Escolta   | Estados Unidos | Houston Rockets (desde Milwaukee)                       | Connecticut             |
| 13   | Kendall Marshall       | Base      | Estados Unidos | Phoenix Suns                                            | North Carolina          |
| 14   | John Henson            | Ala-Pívot | Estados Unidos | Milwaukee Bucks (desde Houston)                         | North Carolina          |
| 15   | Maurice Harkless       | Alero     | Estados Unidos | Philadelphia 76ers                                      | St. John's              |
| 16   | Royce White            | Alero     | Estados Unidos | Houston Rockets (desde New York)                        | Iowa State              |
| 17   | Tyler Zeller           | Pívot     | Estados Unidos | Dallas Mavericks                                        | North Carolina          |
| 18   | Terrence Jones         | Ala-Pívot | Estados Unidos | Houston Rockets (desde Utah vía Minnesota)              | Kentucky                |
| 19   | Andrew Nicholson       | Ala-Pívot | Canadá         | Orlando Magic                                           | St. Bonaventure         |
| 20   | Evan Fournier          | Escolta   | Francia        | Denver Nuggets                                          | Poiters Basket 86 (FRA) |
| 21   | Jared Sullinger        | Ala-Pívot | Estados Unidos | Boston Celtics                                          | Ohio State              |
| 22   | Fab Melo               | Pívot     | Brasil         | Boston Celtics (desde L.A. Clippers vía Oklahoma City)  | Syracuse                |
| 23   | John Jenkins           | Escolta   | Estados Unidos | Atlanta Hawks                                           | Vanderbilt              |
| 24   | Jared Cunningham       | Escolta   | Estados Unidos | Cleveland Cavaliers (desde L.A. Lakers)                 | Oregon State            |
| 25   | Tony Wroten            | Base      | Estados Unidos | Memphis Grizzlies                                       | Washington              |
| 26   | Miles Plumlee          | Ala-Pívot | Estados Unidos | Indiana Pacers                                          | Duke                    |
| 27   | Arnett Moultrie        | Ala-Pívot | Estados Unidos | Miami Heat                                              | Mississippi State       |
| 28   | Perry Jones            | Alero     | Estados Unidos | Oklahoma City Thunder                                   | Baylor                  |
| 29   | Marquis Teague         | Base      | Estados Unidos | Chicago Bulls                                           | Kentucky                |
| 30   | Festus Ezeli           | Pívot     | Nigeria        | Golden State Warriors (desde San Antonio)               | Vanderbilt              |

## Segunda ronda
| Pick | Jugador             | Posición  | Nacionalidad         | Equipo                                                        | Universidad/Club       |
| ---- | ------------------- | --------- | -------------------- | ------------------------------------------------------------- | ---------------------- |
| 31   | Jeffery Taylor      | Alero     | Suecia               | Charlotte Bobcats                                             | Vanderbilt             |
| 32   | Tomáš Satoranský    | Base      | República Checa      | Washington Wizards                                            | Banca Cívica (ESP)     |
| 33   | Bernard James       | Pívot     | Estados Unidos       | Cleveland Cavaliers                                           | Florida State          |
| 34   | Jae Crowder         | Alero     | Estados Unidos       | Cleveland Cavaliers (desde New Orleans vía Miami)             | Marquette              |
| 35   | Draymond Green      | Ala-Pívot | Estados Unidos       | Golden State Warriors (desde Brooklyn)                        | Michigan State         |
| 36   | Orlando Johnson     | Alero     | Estados Unidos       | Sacramento Kings                                              | UC Santa Bárbara       |
| 37   | Quincy Acy          | Ala-Pívot | Estados Unidos       | Toronto Raptors                                               | Baylor                 |
| 38   | Quincy Miller       | Ala-Pívot | Estados Unidos       | Denver Nuggets (desde Golden State vía New York)              | Baylor                 |
| 39   | Khris Middleton     | Alero     | Estados Unidos       | Detroit Pistons                                               | Texas A&M              |
| 40   | Will Barton         | Escolta   | Estados Unidos       | Portland Trail Blazers (desde Houston vía Minnesota)          | Memphis                |
| 41   | Tyshawn Taylor      | Base      | Estados Unidos       | Portland Trail Blazers                                        | Kansas                 |
| 42   | Doron Lamb          | Escolta   | Estados Unidos       | Milwaukee Bucks                                               | Kentucky               |
| 43   | Mike Scott          | Ala-Pívot | Estados Unidos       | Atlanta Hawks (desde Phoenix)                                 | Virginia               |
| 44   | Kim English         | Escolta   | Estados Unidos       | Detroit Pistons (desde Houston)                               | Missouri               |
| 45   | Justin Hamilton     | Pívot     | Estados Unidos       | Philadelphia 76ers                                            | LSU                    |
| 46   | Darius Miller       | Alero     | Estados Unidos       | New Orleans Hornets (desde Dallas vía Washington)             | Kentucky               |
| 47   | Kevin Murphy        | Escolta   | Estados Unidos       | Utah Jazz                                                     | Tennessee Tech         |
| 48   | Kostas Papanikolaou | Alero     | Grecia               | New York Knicks                                               | Olympiacos B.C. (GRE)  |
| 49   | Kyle O'Quinn        | Pívot     | Estados Unidos       | Orlando Magic                                                 | Norfolk State          |
| 50   | Izzet Turkyilmaz    | Ala-Pívot | Turquía              | Denver Nuggets                                                | Banvit BK (TUR)        |
| 51   | Kris Joseph         | Alero     | Canadá               | Boston Celtics                                                | Syracuse               |
| 52   | Ognjen Kuzmic       | Pívot     | Bosnia y Herzegovina | Golden State Warriors (desde Atlanta)                         | Clínicas Rincón (ESP)  |
| 53   | Furkan Aldemir      | Ala-Pívot | Turquía              | Los Angeles Clippers                                          | Galatasaray (TUR)      |
| 54   | Tornike Shengelia   | Ala-Pívot | Georgia              | Philadelphia 76ers (desde Memphis)                            | Spirou Charleroi (BEL) |
| 55   | Darius Johnson-Odom | Escolta   | Estados Unidos       | Dallas Mavericks (desde L.A. Lakers)                          | Marquette              |
| 56   | Tomislav Zubcic     | Ala-Pívot | Croacia              | Toronto Raptors (desde Indiana)                               | Cibona Zagreb (CRO)    |
| 57   | Ilkan Karaman       | Pívot     | Turquía              | Brooklyn Nets (desde Miami)                                   | Pınar Karşıyaka (TUR)  |
| 58   | Robbie Hummel       | Ala-Pívot | Estados Unidos       | Minnesota Timberwolves (desde Oklahoma City)                  | Purdue                 |
| 59   | Marcus Denmon       | Base      | Estados Unidos       | San Antonio Spurs                                             | Missouri               |
| 60   | Robert Sacre        | Pívot     | Canadá               | Los Angeles Lakers (desde Chicago vía Milwaukee vía Brooklyn) | Gonzaga                |

## Traspasos con jugadores del draft involucrados

### Acuerdos previos al draft
Previo a la celebración del draft, se produjeron los siguientes traspasos entre los diferentes equipos:
1. ↑  El 26 de junio de 2012, Houston traspasan a Samuel Dalembert a Milwaukee a cambio de Jon Brockman, Jon Leurer, Shaun Livingston y la elección 12 del draft de 2012.[2]
2. ↑  El 26 de junio de 2012, Minnesota traspasan a la elección 18 del draft de 2012 a Houston a cambio de Chase Budinger.[4]
3. ↑  El 20 de junio de 2012, Washington traspasan a Rashard Lewis y la elección 46 del draft de 2012 a New Orleans a cambio de Emeka Okafor y Trevor Ariza.[5]

## Jugadores notables no seleccionados
Estos jugadores no fueron seleccionados en el draft, pero han jugado al menos un partido en la NBA.
| Jugador              | Pos.  | Nacionalidad            | Universidad / Club              |
| -------------------- | ----- | ----------------------- | ------------------------------- |
| Kent Bazemore        | SG    | Estados Unidos          | Old Dominion (Sr.)              |
| Drew Gordon          | PF    | Estados Unidos          | New Mexico (Sr.)                |
| JaMychal Green       | PF    | Estados Unidos          | Alabama (Sr.)                   |
| Jorge Gutiérrez      | G     | México                  | California (Sr.)                |
| Mike James           | PG    | Estados Unidos          | Lamar (Sr.)                     |
| Chris Johnson        | F     | Estados Unidos          | Dayton (Sr.)                    |
| DeQuan Jones         | SF/SG | Estados Unidos          | Miami (FL) (Sr.)                |
| Kevin Jones          | PF    | Estados Unidos          | West Virginia (Sr.)             |
| Nicolás Laprovíttola | PG    | Argentina               | Club Atlético Lanús (Argentina) |
| Scott Machado        | PG    | Estados Unidos · Brasil | Iona (Sr.)                      |
| Josh Magette         | PG    | Estados Unidos          | Alabama–Huntsville (Sr.)        |
| Tony Mitchell        | SF    | Estados Unidos          | Alabama (Jr.)                   |
| Toure' Murry         | G     | Estados Unidos          | Wichita State (Sr.)             |
| James Nunnally       | SF    | Estados Unidos          | UC Santa Bárbara (Sr.)          |
| Jonathon Simmons     | SG    | Estados Unidos          | Houston (Jr.)                   |
| Henry Sims           | PF/C  | Estados Unidos          | Georgetown (Sr.)                |
| Chris Smith          | G     | Estados Unidos          | Louisville (Sr.)                |
| Hollis Thompson      | SF/SG | Estados Unidos          | Georgetown (Jr.)                |
| Casper Ware          | PG    | Estados Unidos          | Long Beach State (Sr.)          |
| Maalik Wayns         | PG    | Estados Unidos          | Villanova (Jr.)                 |
| C. J. Williams       | SG    | Estados Unidos          | NC State (Sr.)                  |

## Jugadores presentados al draft antes del fin de ciclo
Los siguientes jugadores se presentaron al draft sin haber cumplido los cuatro años de etapa universitaria.
| - Erik Austin – F, Jackson College (sophomore) - Harrison Barnes – SF, North Carolina (sophomore) - Will Barton – G, Memphis (sophomore) - Bradley Beal – G, Florida (freshman) - J'Covan Brown – G, Texas (júnior) - Dominic Cheek – G, Villanova (júnior) - Jared Cunningham – G, Oregon State (júnior) - Anthony Davis – F/C, Kentucky (freshman) - Andre Drummond – C, Connecticut (freshman) - Dominique Ferguson – F, Florida International (sophomore) - Justin Hamilton – C, LSU (júnior) - Maurice Harkless – F, St. John's (freshman) - John Henson – F, North Carolina (júnior) - John Jenkins – SG, Vanderbilt (júnior) - Perry Jones III – F, Baylor (sophomore) - Terrence Jones – F, Kentucky (sophomore) - Xavier Jones - G, Missouri State-West Plains (sophomore) - Michael Kidd-Gilchrist – G, Kentucky (freshman) - Doron Lamb – G, Kentucky (sophomore) - Jeremy Lamb – G/F, Connecticut (sophomore) - Meyers Leonard – C, Illinois (sophomore) - Damian Lillard – G, Weber State (júnior) - Kendall Marshall – PG, North Carolina (sophomore) - Fab Melo – C, Syracuse (sophomore) - Khris Middleton – F, Texas A&M (júnior) - Quincy Miller – F, Baylor (freshman) | - Tony Mitchell – SF, Alabama (júnior) - Arnett Moultrie – F/C, Mississippi State (júnior) - Reeves Nelson – F, UCLA (júnior) - Austin Rivers – G, Duke (freshman) - Peter Roberson – C, Grambling State (júnior) - Quincy Roberts – G, Grambling State (júnior) - Thomas Robinson – PF, Kansas (júnior) - Terrence Ross – G, Washington (sophomore) - Avery Scharer – G, Shoreline CC (WA) (sophomore) - Renardo Sidney – F, Mississippi State (júnior) - Jonathan Simmons – G, Houston (júnior) - Terrell Stoglin – G, Maryland (sophomore) - Gerardo Suero – G, Albany (júnior) - Jared Sullinger – PF, Ohio State (sophomore) - Marquis Teague – G, Kentucky (freshman) - Joston Thomas – F, Hawaiʻi (júnior) - Hollis Thompson – F, Georgetown (júnior) - Rich Townsend-Gant – F, Vancouver Island U (júnior) - Dion Waiters – G, Syracuse (sophomore) - Maalik Wayns – PG, Villanova (júnior) - Royce White – F, Iowa State (sophomore) - D'Angelo Williams – G, Notre Dame (CA) (júnior) - Tony Wroten – G, Washington (freshman) |